# Фроловский, Николай Александрович
Николай Александрович Фроловский (1869—1910) — русский учёный-артиллерист и педагог, специалист по физики металлов и механики, полковник гвардии, доктор наук, экстраординарный профессор Михайловской артиллерийской академии.

## Биография
Родился 26 февраля 1846 года в Санкт-Петербурге, внук архитектора К. А. Тона.
В службу вступил в 1886 году после окончания Александровского кадетского корпуса. В 1887 году после окончания Михайловского артиллерийского училища по I разряду выпущен подпоручиком в 26-ю артиллерийскую бригаду в составе 26-й пехотной дивизии. В 1891 году произведён в поручики, в 1894 году в штабс-капитаны.
В 1896 году после окончания Михайловской артиллерийской академии по I разряду был переведён в гвардию по гвардейской пешей артиллерии с переименованием в поручики и штабс-капитаны гвардии с оставлением при академии. В 1898 году Н. А. Фроловский был удостоен золотой медали Михайловской премии за рецензии на Конференции МАА. С 1899 года после защиты магистерской диссертации по теме: «Циклические координаты и их применение к исследованию деформации твердых тел» был назначен штатным военным преподавателем Михайловской артиллерийской академии и Михайловского артиллерийского училища. В 1900 году произведён в капитаны гвардии и был назначен штатным военным преподавателем и библиотекарем Михайловской артиллерийской академии и нештатным преподавателем Михайловского артиллерийского училища.
В 1904 году произведён в полковники гвардии. В 1905 году защитил докторскую диссертацию по теме «Гистерезис упругости металлов и его практическое значение». В 1907 году был назначен экстраординарным профессором Михайловской артиллерийской академии и заведующим в ней лабораторией по испытаниям сопротивления материалов, читал курс по вопросам физики металлов и механики. В период службы в академии он был дважды командирован за границу для ознакомления с институтами и лабораториями для испытания сопротивления материалов. Помимо основной деятельности с 1909 года и до самой своей смерти, Фроловский  являлся приват-доцентом	по кафедре теоретической и практической механики физико-математического факультета Императорского Санкт-Петербургского университета, где читал курс по вопросам философской критики основ физико-математических наук
Скончался 10 февраля 1910 года в Санкт-Петербурге.

## Труды
- Извлечение из Устава о службе английской крепостной артиллерии / I, II, III. Организация береговой обороны. Практическая стрельба. Приложения / По распоряжению Гл. арт. упр. пер. поручик Н. Фроловский; Под ред. Н. Лангеншельда. — Санкт-Петербург : тип. П.П. Сойкина, 1894. — 187 с.
- Особенности устройства и работы быстроходных паровых машин / Представлено штабс-кап. Фроловским в конф. Михайлов. арт. акад. для получения права преподавания в акад. и уч-ще. — СПб.: Типо-лит. Маркова, 1899. — 210 с.
- Механические лаборатории в Германии, Швейцарии, Франции и Англии / Н. Фроловский. — Санкт-Петербург : Ин-т инж. пут. сообщ., 1902. — 67 с.
- Сообщение / Общество ревнителей военных знаний. — Санкт-Петербург : Экономическая типо-литография, 1903, № 114: Война и военные в учении Владимира Соловьева / сообщение гв. капитана Н. А. Фроловскаго, 27 ноября 1903 г.
- Гистерезис упругости металлов и его практическое значение / Н. Фроловский, штат. воен. преп. Михайл. арт. акад. — Спб.: Тип. В. Мильштейна, 1905. — 103 с.
- Начала механики по Генриху Гертцу / Н. Фроловский; Ин-т инж. пут. сообщ. — Санкт-Петербург : тип. Ю.П. Эрлих (влад. А.Э. Коллинс), 1910. — 128 с[8]

## Награды
Был награждён всеми орденами Российской империи вплоть до ордена Святого Владимира 4-й степени, пожалованного ему в 1909 году

## Семья
Жена — Екатерина Константиновна Фроловская (урождённая Чернявская) (24.04.1874—23.02.1941)
Дети:
- Наталья (1897—1970), реставратор Государственного Русского музея, замужем за профессором богословия Фёдором Константиновичем Андреевым (1887—1929).  В 1930 году была арестована, приговорена к пяти годам лагерей, заменённым тремя годами ссылки, которые отбывала в Казахстане. В 1933 году вернулась в Ленинград, но уже в 1935 была выслана, вернулась лишь в 1954 году.
- Михаил (1895—1943), поэт, художник, переводчик. В 1925 году арестован за участие в работе религиозно-философского кружка[1]